# Нижние Халбы
Ни́жние Халбы — село в Комсомольском районе Хабаровского края. Административный центр Нижнехалбинского сельского поселения. Расположено на левом берегу реки Амур.

## Население
| 1992 | 2002 | 2010 | 2011 | 2012 | 2021 |
| ---- | ---- | ---- | ---- | ---- | ---- |
| 479  | ↘415 | ↘351 | ↗354 | ↘325 | ↗401 |

## История
Участник экспедиции по поиску Ачанского городка Ерофея Хабарова доктор географических наук Алексей Махинов считает, что Ачанский городок был не в районе села Ачан, а в районе нынешнего села Нижние Халбы.